# Bec de clarinette

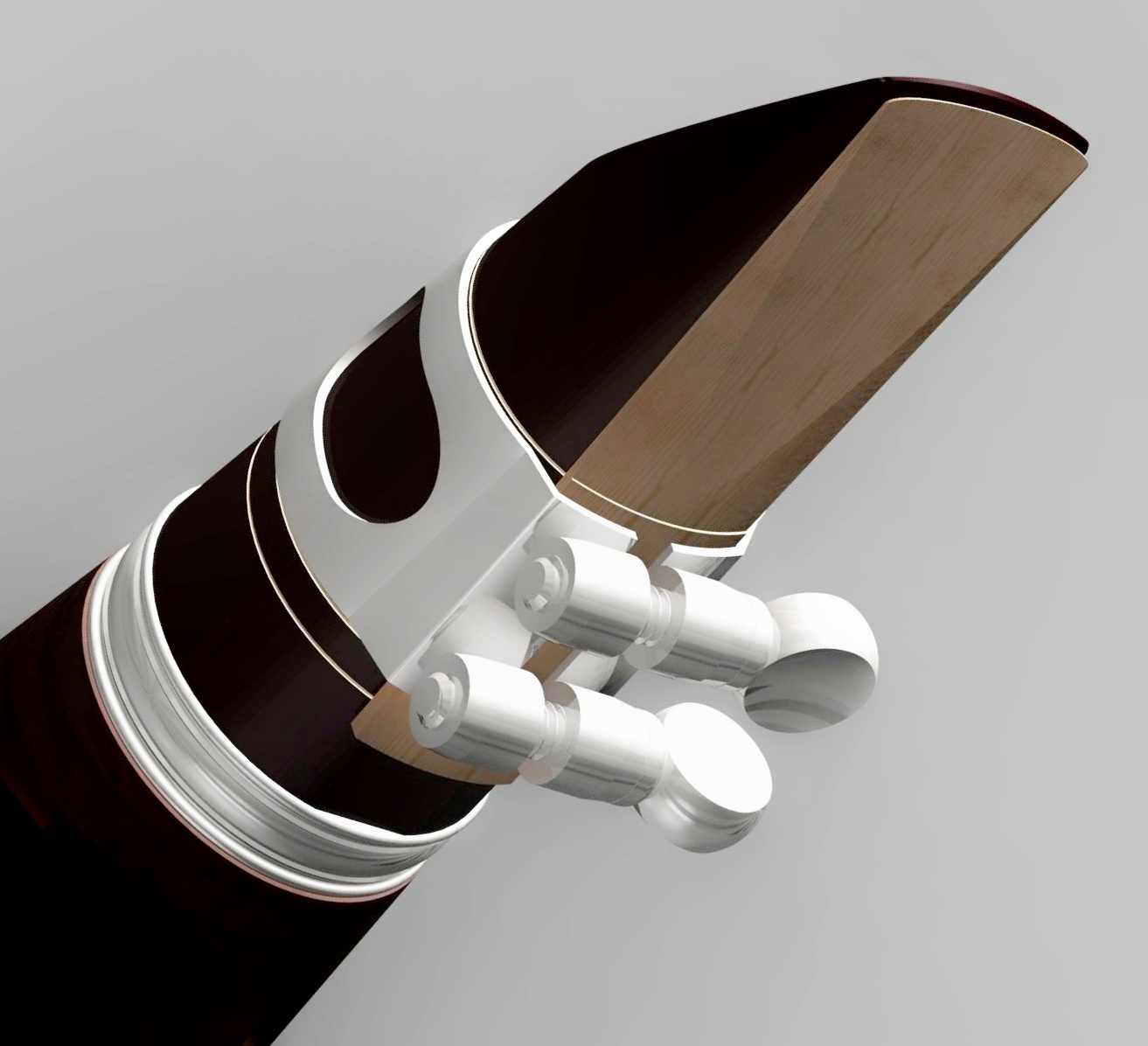
Bec de clarinette en situation avec ligature et anche.

Le bec de clarinette ou embouchure de clarinette est l'élément par lequel l'instrumentiste insuffle l'air dans une clarinette. L'anche est fixée sur le bec au moyen d'une ligature. L'ensemble bec - anche permet au musicien de produire du son. Un bec est généralement en ébonite. Il peut parfois être en verre et plus rarement en métal.
Tous les facteurs d'instruments ne fabriquent pas cet élément qui n'est pas toujours fourni avec un instrument neuf.
Les différents modèles de la famille des clarinettes disposent de diamètres de perce différents qui nécessitent d'adapter la taille du bec et de l'anche à celle de l'instrument. Néanmoins certains instruments peuvent partager le même bec facilitant le passage d'une clarinette à l'autre en orchestre, en particulier:
- clarinette en si  et clarinette en la.

Certains modèles de clarinette contrebasse et contralto partagent le même diamètre de tenon et le même modèle de bec (e.g. chez Georges Leblanc Paris ).

## Histoire

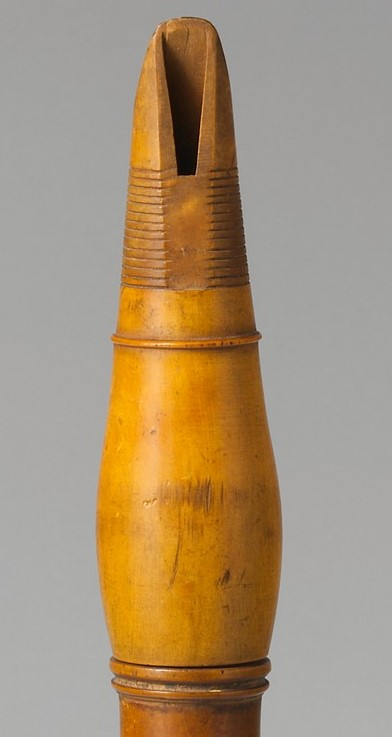
Bec et barillet d'un seul tenant (1750–70).

De leur origine dans les années 1700 jusque dans les années 1770-1775, voire plus tard, les premières clarinettes (clarinette historique)  disposent d'un bec et d'un barillet d'un seul tenant, souvent en buis.

« A. Rice pense que c’est vers 1770-75 que l’on commence à les séparer, mais certains en font encore en 1785 (comme Hale cf. Collection Schakleton à Edimbourg). »

— José-Daniel Touroude
Le bec en buis est remplacé progressivement au XIXe siècle par des essences de bois exotique comme l'ébène, plus facile à accorder et moins sujet aux variations hydrothermiques (humidité...), le bois de cocus (Brya ebenus)...

« Quelques années plus tard, le bec va se désolidariser du barillet et s’élargir avec une fenêtre plus large, une table plus longue et large, des stries plus basses…) ; le plus souvent le bec sera en ébène car plus solide et stable que le buis, plus pratique aussi pour s’accorder. Cette séparation du bec permet d’éviter les fentes dans le haut du corps du haut, là où les changements thermiques et hygrométriques sont les plus brusques. Rappelons aussi que l’on jouait à l’envers à l’époque en France, l’anche posée sous la lèvre supérieure. A cette époque dans les années 1770, les clarinettistes utilisaient le barillet pour s’accorder au diapason mouvant selon les orchestres, l'accord se faisait sans arrêt en tirant un peu à la jonction inférieure du barillet où le tenon est bien souvent plus robuste et plus largement proportionné que le tenon du bec. »

— José-Daniel Touroude
Puis à partir de la fin du XIXe siècle, les becs sont fabriqués en ébonite.

## Description

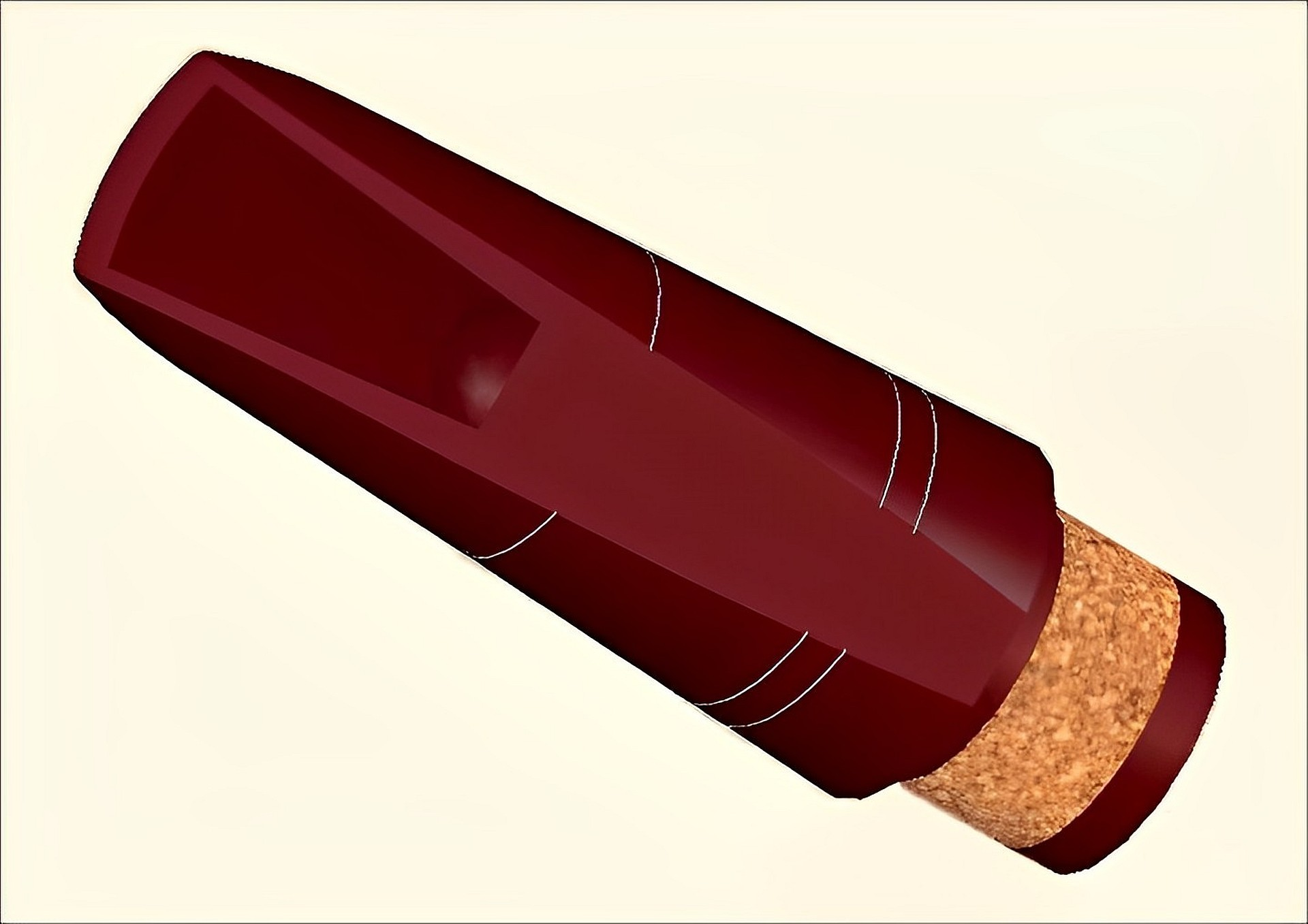
Bec de clarinette: on distingue la table sur laquelle se pose l'anche et la chambre par laquelle l'air pénètre dans l'instrument.

L'enveloppe du bec de clarinette se compose principalement de deux éléments : le manchon épaulé qui disparaît dans le barillet lorsque l'instrument est monté, et le bec proprement dit, sur lequel on distingue les parties fonctionnelles spécifiques :
- la table est la surface d'accueil de l’anche ; elle est l'association de deux surfaces : une surface plane recevant le talon ou partie fixe de l'anche, et une autre, courbe dessinant l'ouverture du bec.
- la mentonnière qui est la surface recevant le dispositif de ligature. Elle est en vis-à-vis de la face plane de la table. Cette zone est souvent délimitée par des rainures circulaires.
- le conduit est la réunion de la perce (vers le corps de l'instrument) et de la chambre (vers la bouche du musicien). La forme complexe de cette association relève du secret de fabrication et détermine le timbre du bec.

Les becs sont fabriqués en série. Ceux en ébonite ou métal sont entièrement taillés dans la masse (pas de moulage). Cependant certaines opérations ne sont pas mécanisées et requièrent le savoir-faire de l’artisan (taille de la chambre en particulier).
Les techniques de fabrication additive permettent également de fabriquer des becs sur mesure ou des répliques historiques.
Le bec se termine par un tenon qui réalise l'emboîtement avec le barillet. L'étanchéité est réalisée par une languette de liège collée sur le tenon, qui peut-être changée par un luthier en cas d'usure. L'entretien du liège consiste en l'application d'une graisse dédiée.

## Choix

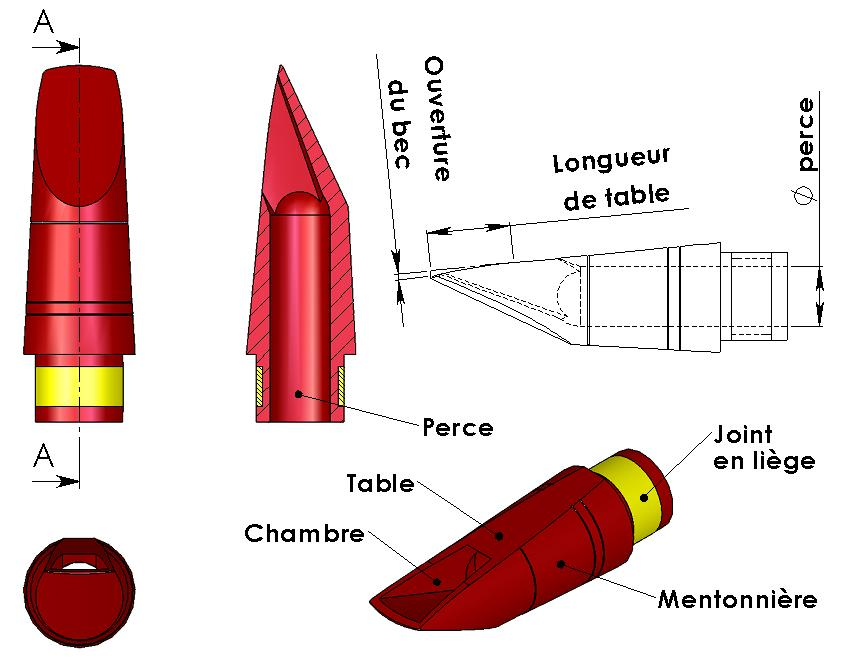
Plan détaillé d'un bec de clarinette

Les différents modèles se distinguent principalement par deux dimensions caractéristiques:
- l'ouverture qui correspond à la flèche maximale de l'anche. Elle varie de 1 à 1,5 mm suivant les modèles pour une clarinette soprano. L'écart annoncé entre deux références est parfois de quelques centièmes de millimètres seulement.
- la longueur de table qui est en fait la longueur de la partie oscillante de l'anche. Cette longueur s'établit entre 17 et 25 mm pour une clarinette soprano.

À chaque combinaison de ces paramètres, est associée une dureté de l'anche. En règle générale, une grande longueur de table permet l'emploi d'une anche plus dure (ou plus raide), et une grande ouverture nécessite une anche plus souple.